# Liste von Jazzmusikern/N
| Abk.  | Instrument           |
| ----- | -------------------- |
| acc   | Akkordeon            |
| acl   | Altklarinette        |
| afl   | Altflöte             |
| arr   | Arrangement          |
| as    | Altsaxophon          |
| b     | Bass                 |
| bar   | Baritonsaxophon      |
| bcl   | Bassklarinette       |
| bjo   | Banjo                |
| bl    | Bandleader           |
| bo    | Bongo                |
| bs    | Basssaxophon         |
| cl    | Klarinette           |
| clo   | Cello                |
| comp  | Komponist            |
| cond  | Dirigent             |
| cor   | Kornett              |
| dr    | Schlagzeug           |
| eh    | Englischhorn         |
| ep    | Elektronisches Piano |
| fg    | Fagott               |
| fl    | Flöte                |
| flh   | Flügelhorn           |
| frh   | Frenchhorn           |
| gisy  | Gitarrensynthesizer  |
| git   | Gitarre              |
| gl    | Glockenspiel         |
| har   | Mundharmonika        |
| harp  | Harfe                |
| kb    | Kontrabass           |
| keyb  | Keyboard             |
| lyra  | Lyra                 |
| mando | Mandoline            |
| mar   | Marimba              |
| obo   | Oboe                 |
| org   | Orgel                |
| p     | Piano                |
| perc  | Perkussion           |
| picb  | Piccolobass          |
| pictp | Piccolotrompete      |
| reeds | Holzblasinstrumente  |
| sax   | Saxophon             |
| ss    | Sopransaxophon       |
| syn   | Synthesizer          |
| tb    | Tuba                 |
| th    | Tenorhorn            |
| tp    | Trompete             |
| trb   | Posaune              |
| ts    | Tenorsaxophon        |
| tt    | Turntables           |
| vib   | Vibraphon            |
| viola | Viola                |
| vl    | Violine              |
| voc   | Gesang               |

Diese Liste ist eine Unterseite der Liste von Jazzmusikern.

## Na
- Simon Nabatov p, comp
- Rose Nabinger voc
- Quinsin Nachoff ts, cl, comp
- Matthias Nadolny sax
- Johannes Nästesjö kb
- Sana Nagano viol, comp
- Max Nagl sax, bl, comp
- Grzegorz Nagórski trb
- Jon Nagourney vib
- Emma Nagy voc, p
- Youn Sun Nah voc
- Pablo Nahar kb, b, comp, arr
- Dimitri Naïditch p
- Kesivan Naidoo dr, perc, comp
- Alma Naidu voc, comp
- Tõnu Naissoo p, comp
- Uno Naissoo kb, p, comp
- Najee ss, ts, as, cl, fl, keyb, comp
- Najponk p, keyb, comp
- Masami Nakagawa kb
- Masao Nakajima p, keyb, arr, comp
- Mari Nakamoto voc
- Kengo Nakamura kb
- Seiichi Nakamura sax, cl
- Tatsuya Nakamura dr, comp, bl
- Yasushi Nakamura kb
- Sadanori Nakamure git
- Lothar Nakat as, cl, arr, cond, comp
- Tatsuya Nakatani perc
- Shōji Nakayama dr, perc
- Gregoire Nakchounian cl, as, bl
- Brian Nalepka kb, vcl, tu, bassax, perc
- Sakata Naoko p
- Sainkho Namtchylak voc
- Walt Namuth git
- Jacek Namysłowski tb, comp
- Zbigniew Namysłowski as, comp, arr
- René Nan dr
- Ray Nance tp, vl
- Fumio Nanri tp
- Morris Nanton p
- Tricky Sam Nanton trb
- Bill Napier cl
- Marty Napoleon p
- Phil Napoleon tp
- Randy Napoleon g
- Teddy Napoleon p
- Kenny Napper kb, comp, arr
- Elias Nardi oud, comp
- Andy Narell dr, steel-dr, comp
- Bobby Naret as, cl
- Steffi Narr git, comp
- Dag Magnus Narvesen dr, perc
- Veslemøy Narvesen dr, voc, perc, comp
- Wjatscheslaw Sergejewitsch Nasarow, trb, voc
- Ivanir Mandrake do Nascimento cga, perc
- Milton Nascimento git
- Kenneth Nash perc
- Paul Nash g, comp
- Ted Nash ts
- Ron Naspo kb
- Jamil Nasser kb
- Kyle Nasser ts
- Zaid Nasser as
- Kevin Naßhan dr, cond, comp
- Pete Nater tp
- Jack Nathan p, arr, comp, cond
- Marty Nau as
- Bobby Naughton vib
- Stig Naur bar, ts, ss, fl
- Michael Naura p
- Mark Nauseef perc
- Xavier Desandre Navarre dr, perc, comp
- Aquiles Navarro tp
- Fats Navarro tp
- Zé Eduardo Nazário dr, perc, comp
- Jason Nazary dr

## Nd – Ne
- Abdoulaye N’Diaye ts, ss
- Mankwe Ndosi voc
- Miki N’Doye perc
- Aurora Nealand ss, cl, as, bcl, p, acc, voc, comp
- Alison Neale as, fl
- Ivo Neame p, sax
- Alon Near kb
- Camila Nebbia ts, comp
- Maria Neckam voc, comp
- Christin Neddens dr, comp
- Paul Nedzela bar, bcl
- Bob Neel dr
- John Neely sax, cl
- Danny Negri p
- Mauro Negri cl, ts, as, bcl, ss, fl, arr, keyb, sax, comp
- Roberto Negro p, comp
- Ofri Nehemya dr
- Mickey Neher dr, voc
- Henning Neidhardt p, keyb, comp
- Stephanie Neigel voc
- Al Neil p, zither
- Larry Neil tp, voc
- Oren Neiman git
- Tom Nekljudow dr
- Bob Nell p
- Holger Nell dr
- Bob Neloms p
- Dave Nelson, p, tp, arr, bl
- Jeff Nelson b-trb
- Josh Nelson p, keyb
- Louis Nelson, trb
- Big Eye Louis Nelson cl
- Matt Nelson p, keyb
- Matt Nelson ts
- Oliver Nelson as, ss, arr, bl
- Ozzie Nelson sax, bl
- Richard Nelson pedal steel, dobro
- Richard Nelson git, comp
- Steve Nelson vib
- Steve Nelson-Raney sax, p
- Ferenc Németh dr
- Nenê dr, perc, arr, comp
- André Nendza kb
- Bjarne Nerem ts, cl
- Javier Nero trb, arr
- John Nesbitt tp
- Vadim Neselovskyi p, voc
- Marius Neset, sax, comp
- Saša Nestorović ts, ss, comp, cond
- Sammy Nestico trb, arr
- Tobias Netta tp, flh
- Boris Netsvetaev p, ep
- Carsten Netz sax, cl, fl
- Heinz Neubrand p, org
- Christoph Neubronner p
- Jürgen Neudert trb, comp, bl
- Neue Grafik (Fred N’thepe) keyb, electr
- Jens Neufang bar, bs, cl, Eb-cl, bcl, cbcl, fl, afl, bfl, picc, recorder
- Todd Neufeld git
- Christoph Neuhaus git
- Carl Magnus Neumann sax
- Peer Neumann keyb
- Roger Neumann bar, bcl, arr
- Scott Neumann dr
- Werner Neumann git, comp
- Ed Neumeister trb
- Nikolaus Neuser tp
- Harry Neuwirth p, comp
- Jef Neve p
- John Neves kb
- Martin Nevin kb
- Chaetan Newell perc
- Wilson das Neves dr, perc, pandeiro, atapaques
- Brian Nevill dr, perc, ss
- Eli Newberger tb, p
- Phineas Newborn p, comp
- Sam Newbould as, comp
- Clyde Newcomb kb
- Eunice Newkirk voc
- David ‚Fathead‘ Newman ts, as, fl, bl
- Joe Newman tp
- Sam Newsome sax
- Curt Newton dr
- David Newton p
- Frankie Newton tp
- James Newton fl, comp
- Lauren Newton voc
- Ofri Nehemya dr

## Ng – Nk
- Terrence Ngassa tp, voc
- Albert Nicholas cl
- Wooden Joe Nicholas tp
- Red Nichols tp
- Clovis Nicolas kb
- Wooden Joe Nicholas tp, cl
- Dan Nicholls cl, p, keyb, electr
- Herbie Nichols p, comp
- Keith Nichols p, voc
- Red Nichols cor, tp
- Todd Nicholson kb
- Harry Nicolai p, vib, comp
- René „Mickey“ Nicolas as, arr
- Roberto Nicolosi kb, arr, celeste, cond
- Maggie Nicols voc
- Florin Niculescu vl
- Buschi Niebergall b
- Eduardo Niebla git
- Jacek Niedziela b
- Wojciech Niedziela p, keyb, comp
- Lennie Niehaus as
- Georg Niehusmann ts, bar, cond
- Christoph Niemann b
- Heinz Niemeyer dr, perc
- Vincent Niessen b
- Peter Nieuwerf git
- Adam Niewood fl, cl, bcl, sax
- Pascal Niggenkemper b
- Lucas Niggli perc, dr, bl
- Sem Nijveen vln, tp, clo
- Milan Nikolić kb
- Etienne Nillesen dr
- Gard Nilssen dr, comp
- Paal Nilssen-Love dr
- Per Anders Nilsson sax, syn
- Cornelia Nilsson dr
- Erik Nilsson bar, bcl, fl, cl, sax,
- Peter Nilsson dr
- Dan Nimmer p
- Yu Nishiyama sax
- Bodil Niska ts
- Mico Nissim p, comp
- Sal Nistico ts
- Naoki Nishi p
- Kenji Nishiyama trb
- Muneyoshi Nishiyo tp, cor
- Asger Nissen as, comp
- Hailey Niswanger  ss, as
- Costel Nitescu vl
- Bern Nix g
- Sandra Nkaké voc
- Cups Nkanuka ts, comp
- West Nkosi as, comp
- Zacks Nkosi as, comp

## No – Ny
- Fred Noble dr
- Liam Noble p
- Steve Noble dr
- Dennis Noday tp
- Svend-Erik Nørregaard dr
- Robin Nolan git, comp
- Conrad Noll kb
- Sebastian Noelle git, comp
- Kaori Nomura p
- Horst Nonnenmacher kb
- Jimmie Noone cl
- Jack Noran dr
- Helge Norbakken perc, dr
- Johan Norberg git
- Kjell Nordeson dr, perc, vib
- Gerhard Nordsiek as
- Bengt Nordström ts, as, cl, bar, ss, contrabass-cl, voc
- Fredrick Nordström ss, ts
- Fredrik Norén dr, bl
- Oscar Noriega, as, bcl, cl
- Soichi Noriki p, keyb
- Fred Norman trb, arr
- Robert Normann git
- Carl-Henrik Norin ts, ss, as, bar, cl, arr, comp, bl
- Al Norris git
- Alex Norris tp, flh
- Ken Norris voc
- Luke Norris sax
- Philip Norris kb
- Ray Norris git, bl
- Walter Norris p, comp
- Lars-Erik Norrström p, keyb
- Erik Norström ts, arr, comp, cond
- Jim Norton bar, ss, bcl, cl, fg, fl, alto-fl, piccolo, comp, arr, bl
- Kevin Norton dr
- Red Norvo vib
- Daniel Nösig tp, comp
- Konstantin Georgijewitsch Nossow, tp, comp
- Jimmy Nottingham tp
- Larry Novak p
- Dusan Novakov dr, perc
- Aaron Novik cl, bcl
- Eva Novoa p
- Josef Novotny p, org, synth, electronics
- Curtis Nowosad dr
- Steve Novosel kb
- Matthias Akeo Nowak kb
- Larry Nozero sax, fl
- Peter Nthwane tpt, comp, lead, voc
- Victor Ntoni kb
- Makaya Ntshoko dr
- Thandi Ntuli p, voc, comp, cond
- Ed Nuccilli tp, flhn, arr, comp, bl
- Flip Nuñez p, voc
- Kirk Nurock p, comp, arr
- Rupert Nurse kb, p, sax, arr
- Shanta Nurullah sitar, b, mbira, voc
- Hubert Nuss p, comp, arr, bl
- Tonny Nüsser dr
- Adam Nussbaum dr
- Gunnar Nyberg dr
- Per Nyhaug dr, vib
- Hans Nyman git